# روز نادر
روز نادر (7 فبراير 1906-20 يناير 2006؛ ولدت باسم روز بوزيان) كانت ناشطة وكاتبة لبنانية أمريكية في مسقط رأسها في وينستيد، كونيتيكت. وهي والدة الناشط الأمريكي، والمدافع عن حقوق المستهلكين رالف نادر، والبروفيسورة لورا نادر، والناشط المجتمعي شفيق نادر، وعالمة الاجتماع كلير نادر.

## سيرتها
ولدت روز بوزيان في زحلة بلبنان. قامت بتدريس اللغة الفرنسية والعربية في المدارس الثانوية، كأول معلمة تقوم بالتدريس خارج مسقط رأسها، قبل أن تتزوج في عام 1925. هاجرت مع زوجها إلى الولايات المتحدة، وسرعان ما استقروا في وينستيد، كونيتيكت. في منزلها، قامت روز بزراعة الخضروات الخاصة بها ورفضت تقديم الطعام سهل التحضير أو المعالج. كما حدت من -أو حظرت- بعض الأطعمة بسبب مخاوفها من المواد المسرطنة.
في عام 1955، واجهت السناتور الأمريكي بريسكوت بوش بسبب فيضان كارثي في وينستيد وأقنعته بالعمل على اقتراح السد الذي اكتمل لاحقًا. ناضلت نادر أيضًا من أجل إقرار معايير أفضل لجودة المياه في وينستيد. ودعت إلى بناء مركز مجتمعي للأطفال. بالإضافة إلى ذلك، تطوعت في منظمة «العمل من أجل السلام» و«التعاون في أميركا».
توفي نجلها الأكبر، شفيق نادر، عام 1986. فعملت كرئيس لمؤسسة شفيق نادر لمصلحة المجتمع. تلقت روز استفسارات على مر السنين حول كيفية قيامها بتربية «أطفالها المتميزين»، رالف نادر ولورا نادر. وتقول أنها شددت على تشجيع أطفالها على «استخدام خيالهم».
في عام 1991، نشرت كتابًا لطهي الطعام الصحي، «حدث في المطبخ: وصفات للطعام والفكر» (ردمك 0-936758-29-5). الكتاب مستوحى من المطبخ اللبناني ويتضمن بعض حكم زوجها. وذهبت عائدات بيع نسخ الكتاب نحو صندوق شفيق نادر. للترويج للكتاب، ظهرت في برامج مثل Donahue Show وHome Show.
توفيت نادر في منزلها عن عمر يناهز 99 عامًا (15 يومًا قبل عيد ميلادها المائة) في 20 يناير 2006 بسبب قصور القلب الاحتقاني. بعد فترة وجيزة، تم إقامة نصب تذكاري لها وكان ابنها رالف من بين الذين خاطبوا الحاضرين. دعاها رالف «مرساتنا وبوصلتنا ورؤيتنا». أعلنت عائلتها عن خطط للتبرع بـ 100 شجيرة ورد حمراء لمجتمع وسكان وينستيد تخليداً لذكرى 100 عام عاشتها.